# Соиспаево
Соиспа́ево — бывшая деревня в Парабельском районе Томской области.

## География
Деревня располагалась на территории современного Заводского сельского поселения на 62 км левого берега Парабели, почти напротив устья р. Сочиги.

## История
Исторический населённый пункт южных селькупов (группа чумэлкуп) — юрты Соиспаевы / Саиспаевы. Коренные жители — селькупы Соиспаевы / Саиспаевы. Одно из древнейших поселений южных селькупов и крупнейшее на р. Парабель. Относилось ко 2-й Парабельской (инородческой) волости. В южноселькупском ареале выделяются отдельные поселения и сгустки поселений, где в разные годы происходила концентрация селькупского населения (особенно значительная в середине XIX в.), на Парабели это юрты Соиспаевы. До 1930-х гг., т.е. до массовой ссылки в Нарымский край и массовых русско-селькупских брачных предпочтений, данные юрты были местом концентрации селькупской этничности, куда стремились вернуться после многолетних миграционных передвижений по просторам Нарымского края те, кто в них родился.

### Планировка
Южноселькупские стационарные круглогодичные поселения второй половины ХIХ — начала XX в. обычно имели рядовую или линейную планировку, при которой «постройки вытягивались в цепочку вдоль основного ландшафтного ориентира – берега водоёма. Линейная планировка предполагает наличие «краёв» поселения. Обычно на разных его «концах» жили представители разных фамилий жителей. В прошлом в юртах Соиспаевых: один край — Соиспаевы-«квассалы» [кузнецы], другой край — Соиспаевы-«няджя».

### Верования
По воспоминаниям информантов этнографов о жизни и быте южных селькупов в 1920-х — 1930-х гг. кузова с семейными духами-куклами и иконы было принято хранить на чердаке. П.И. Деева-Соиспаева (русская, вышла замуж за селькупа из юрт Соиспаевых) вспоминает:
Меня маменька пугала, что у остяков вера страшная, куклы всякие… Вот все из дому уйдут, а я думаю, где же куклы? На вышку залезла, может там, думаю? А там иконы стоят. Муж потом пояснил, что иконы на чердаке стоят, чтоб божий лик не затаскался.Записано Н.А. Тучковой в 1992 г. в с. Парабель от П.И. Деевой-Соиспаевой.

### Переезд и возвращение
В 1929 г. из-за наплыва спецпереселенцев жители юрт Соиспаевых переехали с р. Парабели на Тым. Они снарядили несколько крытых дощатых лодок и в начале лета по большой воде выехали вниз по Парабели. Через Каргасокскую Парабель вышли в Обь. Две семьи остановились здесь в юртах Пыжиных у родственников, одна семья вошла в устье Васюгана и к поздней осени против течения реки добралась до р. Чижапки (юрты Нижние Вольжи). Остальные доплыли до устья Тыма и поднялись по нему до Напаса. Здесь (чуть ниже Напаса) было решено сделать своё поселение, которое так и назвали «Парабель» или «Соиспаево» (неустоявшийся топоним). Новопоселенцы принесли с собой и название своего бывшего посёлка (или свою фамилию), и название своей бывшей реки.
Выбрав место для поселения, селькупы Соиспаевы начали спешно строить дом. Уже зимой перебрались в новый недостроенный дом и «всем народом» жили, «кто в сенях, кто где». В эту зиму на Тыму «пушнины было мало», «на белку неурожай», да еще «тамошние остяки чужих промышлять на своей земле не пускают». Кроме того, на многих переселенцев «цинга напала, мор начался», и с наступлением следующей весны почти все Соиспаевы погрузились снова на свои большие лодки и повернули с Тыма назад, на Парабель.
Вернувшись на свою реку, они узнали, что на месте их посёлка теперь расположилась спецпереселенческая комендатура, что их лучшие дома вывезены в сёла Парабельское и Чигару. В 1931 г. соиспаевские селькупы основали новый поселок Нельмач на правом берегу р. Парабели напротив устья р. Нельмач (название посёлка дано по реке). Место оказалось затопляемым, и позднее, в 1941 г., жители перебрались на парабельское левобережье непосредственно к нельмачёвскому устью. 
Решением № 187 Томского облисполкома от 20 июля 1972 г. деревня Соиспаево исключена из учётных данных в связи с выездом жителей в другие населённые пункты.

## Население
В 1859 г. юрты состояли из 19 дворов и насчитывали 82 жителя.
В 1897 г: 11 хозяйств, 47 человек.

В 1911 г.: 13 хозяйств, 51 житель, из них 47 селькупов и 4 русских.
| 1859 | 1897 | 1911 | 1939 | 1952 | 1959 |
| ---- | ---- | ---- | ---- | ---- | ---- |
| 82   | ↘47  | ↘39  | ↗182 | ↘147 | ↘11  |